# Camille Foucaux

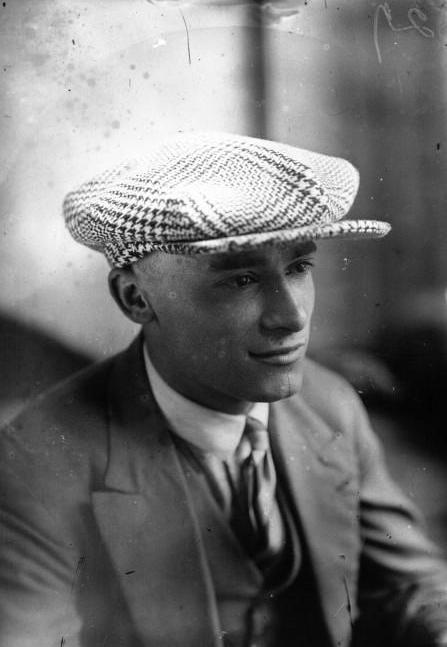
Camille Foucaux (1929)

Camille Foucaux (* 22. April 1906 in Paris; † 21. Oktober 1976 in Chartres) war ein französischer Radrennfahrer und nationaler Meister im Radsport.

## Sportliche Laufbahn
Foucaux war Spezialist für Querfeldeinrennen (heutige Bezeichnung Cyclocross). 1927 gewann er als Dritter seine erste Medaille bei den nationalen Meisterschaften im Querfeldeinrennen. 1928 wurde er Zweiter hinter Charles Pélissier. 1929 gewann er dann den Titel, den er bis 1932 verteidigte. Das Vorläuferrennen der Weltmeisterschaften, das Critérium international de cyclo-cross gewann er 1928 und 1929.
Auch als Straßenfahrer war er erfolgreich, so siegte er 1929 im Bergzeitfahren am Mont Faron und gewann 1930 das Critérium des As vor Henri Lemoine. 1929 bestritt er die Tour de France, schied aber aus.
Von 1926 bis 1928 war er Unabhängiger, von 1929 bis 1933 war er Berufsfahrer.